# دون باربر
دون باربر هو لاعب هوكي جليد كندي، ولد في 2 ديسمبر 1964 في فيكتوريا في كندا.

## وصلات خارجية
- دون باربر على موقع دوري الهوكي الوطني (الإنجليزية)
- دون باربر على موقع EliteProspects.com (الإنجليزية)
- دون باربر على موقع HockeyDB.com (الإنجليزية)
- دون باربر على موقع Hockey-Reference.com (الإنجليزية)